# Padroni di casa
Padroni di casa è un film del 2012 diretto da Edoardo Gabbriellini, alla sua seconda regia.

## Trama
Cosimo ed Elia sono due piastrellisti di Roma incaricati dal cantante Fausto Mieli di ripavimentare la terrazza di casa sua. Cantante di grande successo, Fausto ha scelto di ritirarsi dalle scene in seguito a una grave malattia della moglie Moira costretta su una sedia a rotelle. Nonostante le grandi manifestazioni di affetto, è evidente che tra Fausto e Moira c'è qualcosa che non va. La coppia vive ritirata dal mondo in un angolo all'apparenza paradisiaco dell'Appennino tosco-emiliano. Per sostenere la promozione turistica, Fausto ha accettato di tornare ad esibirsi in pubblico. Pur essendo fratelli, Cosimo ed Elia sono profondamente differenti. Il primo, che è il fratello maggiore, ha alle spalle storie difficili che l'hanno segnato in profondità mentre il secondo, pur amando il fratello, ne subisce la presenza come un limite. La piccola comunità accoglie subito i due fratelli con grande diffidenza, come due stranieri. E se Elia tenta di comportarsi in maniera estremamente professionale, Cosimo non può fare a meno di cedere al fascino del divo Fausto Mieli. Poco alla volta le diffidenze fra i due fratelli e il resto del paesino si acuiscono. Elia inizia a frequentare una ragazza del posto, scatenando la gelosia di un ragazzo che la corteggia. Cosimo, invece, fraintendendo un complimento di Fausto, si scontra con il suo committente. Per placare l'umiliazione che ne consegue si reca nel bar del paese e beve più del dovuto. Nel frattempo, mentre il giorno del concerto e del grande ritorno di Fausto si avvicina, il lavoro di Elia e Cosimo è ben lontano dall'essere terminato. Le tensioni fra il cantante e la moglie immobilizzata aumentano, proprio come i conflitti fra i due fratelli e il resto del paese. Quando poi Cosimo è involontariamente testimone di una cosa che non avrebbe dovuto vedere, le reazioni dei padroni di casa non si fanno più attendere.

## Colonna sonora
La colonna sonora del film è curata da Stefano Pilia, Gabriele Roberto e dal cantante Cesare Cremonini, al suo esordio come compositore di colonne sonore.

## Distribuzione
La distribuzione del film è curata dalla Good Films, che ha distribuito il film nelle sale italiane a partire dal 4 ottobre 2012.